# Poprádófalu
Poprádófalu (1899-ig Sztarina, szlovákul: Starina) község Szlovákiában, az Eperjesi kerület Ólublói járásában.

## Fekvése
Ólublótól 19 km-re északkeletre, a lengyel határ és a Poprád mellett fekszik.

## Története
1352-ben „Stara” néven a palocsai uradalom részeként említik először, a 15. század végére azonban elnéptelenedett. A 16. században a soltészjog alapján ruszinokkal telepítették be. A Horvátok palocsai uradalmához tartozott. A kis falvak közé számított, 1600-ban mindössze 12 háza volt. A 17. században a Berzeviczy és a Semsey család birtokában állt. 1787-ben 34 háza volt 227 lakossal.
A 18. század végén Vályi András így ír róla: „SZTARINA. Orosz falu Sáros Várm. földes Ura B. Palocsay Uraság, lakosai többfélék, fekszik Palocsához közel, mellynek filiája; határja sovány, legelője, fája elég van.”
1828-ban 53 ház volt a faluban 394 lakossal. A 19. században a Salamon család tulajdonában állt, lakói főként földműveléssel, szövéssel foglalkoztak. A falunak kiterjedt kertjei voltak.
Fényes Elek 1851-ben kiadott geográfiai szótárában így ír a faluról: „Sztarina, orosz falu, Sáros vmegyében, a Poprád mellett Galliczia’ szélén: 10 r., 403 g. kath. lak. Gör. anyaszentegyház. F. u. b. Palocsay-Horváth. Ut. p. Bártfa.”
A trianoni diktátum előtt Sáros vármegye Héthársi járásához tartozott.
A második világháború alatt lakói közül sokan részt vettek a németek elleni partizánharcokban. A 2022-es önkormányzati választásokon egy volt a 6 faluból az országban, ahol senki sem indult a polgármesteri székért. Ugyanez megismétlődött a 2023-as pótválasztásokon is.

## Népessége
| Év:            | 1994. | 2004.    | 2014.    | 2024.    |
| -------------- | ----- | -------- | -------- | -------- |
| Emberek száma: | 104   | 70       | 43       | 51       |
| Eltérés:       |       | -32,69 % | -38,57 % | +18,60 % |

| Év:            | 2023. | 2024. |
| -------------- | ----- | ----- |
| Emberek száma: | 51    | 51    |
| Eltérés:       |       | +0 %  |

1910-ben 392, túlnyomórészt ruszin anyanyelvű lakosa volt.
2001-ben 86 lakosából 75 szlovák és 11 ruszin volt.
2011-ben 47 lakosából 33 szlovák és 13 ruszin volt.

## Nevezetességei
- Mihály arkangyalnak szentelt görögkatolikus temploma a 19. század elején épült klasszicista stílusban.